# 許勢部形見
許勢部 形見（こせべ の かたみ）は、飛鳥時代の人物。姓はなし。筑後国山門郡（やまとぐん、現在の福岡県柳川市とみやま市）の人。

## 記録
『続日本紀』巻第三、文武天皇の慶雲4年5月（707年）の記述によると、錦部刀良・生王五百足とともに百済救援戦で解放された最後の捕虜の1人で、官戸の身分のまま、40年あまりを大陸ですごした。その後、粟田真人らに指揮された第7次遣唐使とともに帰国した。そして、衣一襲（かさね）・塩・籾を賜っている。
粟田真人らが唐から帰国したのは慶雲元年7月（704年）のことであり、663年の仮に白村江の戦いの際に捕虜とされたとすると、41年目にして自由の身となったことになる。青春を唐の地で奴隷として過ごしたわけである。
なお、この遣唐使の大使は坂合部大分（さかいべ の おおきだ）・副使は巨勢邑治（こせ の おおじ）で、真人は「執節使」という扱いでその上位職として、「倭国」の「日本」への国号変更・律令の編纂の事実などを唐の朝廷（当時は武則天の周だったのだが）に伝える役割を果たしていた。刀良や形見らが帰国できた背景には、こういったことも念頭におかねばならぬであろう。
百済救援戦の主力は東国よりも西国の軍団からなるものが多く、讃岐国出身の刀良や、筑後国の形見が従軍したのも偶然ではない。九州から従軍した唐軍の捕虜の例としては、筑紫薩夜麻とその従者と見られる大伴部博麻、筑紫三宅得許、韓嶋裟婆や壬生諸石の例が知られている。
この後、白村江の戦いにおける捕虜帰国は史書には記述されていない。なお、この出来事からほどなくして、文武天皇は崩御している。